# Anicius dolius
Anicius dolius là một loài nhện trong họ Salticidae.
Loài này thuộc chi Anicius. Anicius dolius được Ralph Vary Chamberlin miêu tả năm 1925.